# كيم جاكوب
كيم جاكوب (بالإسبانية: Kim Jacob)‏ هي لاعب هوكي الحقل تشيلية، ولدت في 5 أغسطس 1996 في تشيلي.

## وصلات خارجية
- كيم جاكوب على موقع الاتحاد الدولي للهوكي (الإنجليزية)